# Rudolstadt

6000 anställda i kemikaliefabriken i DDR

Rudolstadt är en stad i Landkreis Saalfeld-Rudolstadt i förbundslandet Thüringen i Tyskland vid floden Saale.
Staden ligger cirka 30 km söder om Weimar och var tidigare säte för grevarna (sedermera furstarna) av Schwarzburg-Rudolstadt. Samhället finns omnämnt första gången i en urkund 776 och har sedan 1326 stadsrättigheter.